# いいだもも
いいだ もも（本名：飯田 桃〈読み同じ〉、男性、1926年〈大正15年〉1月10日 - 2011年〈平成23年〉3月31日）は、東京府東京市出身の作家、社会批評・文化批評家。
多元主義的共産主義者。『21世紀への構想』研究会主宰。『近代日本社会運動史人物大事典』編集委員。別名の宮本 治は「宮本百合子と太宰治をアウフヘーベンする」との意図によるという。

## 来歴・人物
現在の東京都港区に生まれる。東京府立第一中学校から第一高等学校を経て、1944年（昭和19年）に東京帝国大学法学部入学。同期に三島由紀夫がいたが、互いに面識はなかった（後に対談を行っており、1969年の『文化防衛論』に収録されている）。戦後まもなく、一高生を中心に全国の大学や高校をつなぐ同人誌『世代』の創刊に参加。
1947年、東大法学部を首席卒業して日本銀行に入行。まもなく結核のため退職し、茨城県で療養中、新日本文学会などに参加。いわゆる残飯闘争を指導した。
1961年、処女作『斥候〔ものみ〕よ夜はなお長きや』を発表。水戸市にて梅本克己たちと水戸唯物論研究会で活動する傍ら、農民運動のオルグに挺身。
1965年、綱領論争をめぐって日本共産党から除名処分を受け、新左翼陣営に入る。1960年代後半はベ平連の活動を支え、思想の科学研究会で活動。
1967年、共産主義労働者党書記長に就任。後に議長となり、1969年に辞任。その後、同党の赤色戦線派を結成して活動したが、メンバーを結集させる事ができず指導を放棄して組織から離脱した。
以降は自称「しろうと」として、評論家・著述家として活動。
1979年、『季刊クライシス』を創刊、編集代表を務める。
博覧強記、大変な記憶力と筆力の持ち主で、仕事で東京へ行く列車の中で論文を三つ書いてしまったというエピソードを夫人は伝える。
2011年3月31日、老衰のため神奈川県藤沢市の病院で死去。85歳没。

## 著書
- 『斥候（ものみ）よ、夜はなお長きや』（河出書房新社） 1961 - ゾルゲ事件を背景に1940年代を描いた処女作。
- 『モダン日本の原思想』（七曜社） 1963
- 『変革の論理 近代日本思想の系譜』（七曜社） 1964
- 『アメリカの英雄』（河出書房新社） 1965 - 広島市への原子爆弾投下を題材にしたもの。
- 『大衆文化状況を超えるもの 文化と革命』（晶文社） 1965
- 『中ソ論争と市民文化』（芳賀書店） 1965
- 『核を創る思想』（講談社） 1966
- 『神の鼻の黒い穴』（河出書房新社、河出・書き下ろし長篇小説叢書） 1966
- 『われら、未知なる時代へ』（三一書房） 1967
- 『朝日の昇る家』（南北社） 1968
- 『転形期の思想』（河出書房） 1968
- 『時代を挑発する』（仮面社） 1969
- 『70年への起動 政治対話集』（仮面社） 1969
- 『七〇年にむかって』（統一新聞社） 1969
- 『われらの革命』（勁草書房） 1969
- 『三島由紀夫』（都市出版社） 1970、のち改題新版『1970・11・25 三島由紀夫』（世界書院、宮台真司解説） 2004、のち明月堂書店 2021
- 『リズミックな世界線を』（河出書房新社） 1970
- 『新日本帝国への跳躍』（河出書房新社） 1971
- 『プロレタリア世界革命論序説』（三一書房） 1971
- 『世紀末への序章 暴走するモーレツ日本列島』（産報出版） 1972
- 『闘いとしての現代』（ダイヤモンド社） 1973
- 『日本文化の方位転換』（フィルムアート社） 1973
- 『ふるい鳩舎の熱い糞のように 作家・思想家論集』（出帆社） 1975
- 『鞍馬天狗出生譚 女はア丶と開き男はウ丶ンと閉づ』（第三文明社） 1975
- 『なぜ天皇制か』（三一書房） 1976
- 『日本共産党を問う』（三一書房） 1976
- 『ヒロヒトの赤い帽子 現代右翼と象徴天皇』（学芸書林） 1977
- 『現代社会主義再考』（社会評論社） 1978
- 『昭和史再考』（創樹社） 1979
- 『反現代文学 対論集』（現代書林） 1979
- 『帰ってきた鞍馬天狗』（現代書林） 1979
- 『にっぽん笑市民派』（創林社） 1981
- 『マルクスとコミューン社会論 現代社会主義批判の原理』（社会評論社） 1981
- 『エコロジーとマルクス主義』（緑風出版） 1982
- 『管理社会の神話』（批評社） 1984
- 『85年体制とは何か 中曽根政治を料理する』（緑風出版） 1984
- 『コミンテルン再考 第三インタナショナル史と植民地解放』（谷沢書房） 1985
- 『ポスト・モダン思想の解読 神話とユートピアのはざまに』（社会評論社） 1985
- 『赤と緑 社会主義とエコロジスム』（緑風出版） 1986
- 『これで昭和もおしまいだ』（NRK出版部） 1988
- 『おなつかしや鞍馬天狗 虚々実々篇』（NRK出版部） 1988
- 『世紀末危機の巨きな物語』（社会評論社） 1989
- 『社会主義の終焉と資本主義の破局』（論創社） 1990
- 『マルクスは死せり、マルクス万歳!』（論創社） 1991
- 『アプレ・フォーディスムの時代とグラムシ』（御茶の水書房） 1991
- 『黒岩涙香 探偵実話』（リブロポート、シリーズ民間日本学者） 1992
- 『派兵と開発 〈覇者ニッポン〉のゆくえ』（社会評論社） 1992
- 『小国日本の理想 せめて富士の見える日本に』（論創社） 1993
- 『政治改革と九条改憲』（論創社） 1993
- 『「日本」の原型 鬼界ケ嶋から外ケ浜まで』（平凡社、これからの世界史 3） 1994
- 『1995年の日本 20世紀とはどういう時代であったか』（論創社） 1995
- 『猪・鉄砲・安藤昌益 「百姓極楽」江戸時代再考』（農山漁村文化協会） 1996
- 『20世紀の〈社会主義〉とは何であったか 21世紀のオルタナティヴへの助走』（論創社） 1997
- 『サヨナラだけが人生、か。』（はる書房） 1998
- 『大世紀末 世界が変わる私が変わる いいだももの大預言』（情況出版） 1999
- 『自民党大熔解の次は何か? 種を蒔く・再び』（社会批評社） 2001
- 『検証内ゲバ 日本社会運動史の負の教訓』1 - 2（社会批評社） 2001 - 2003
- 『21世紀の〈いま・ここ〉梅本克己の生涯と思想的遺産』（こぶし書房） 2003
- 『日本共産党はどこへ行く?』（論創社） 2004
- 『〈主体〉の世界遍歴 八千年の人類文明はどこへ行くか』1 - 3（藤原書店） 2005
- 『レーニン、毛、終わった 党組織論の歴史的経験の検証』（論創社） 2005
- 『恐慌論 マルクス的弁証法の経済学批判的な検証の場』（論創社） 2007
- 『東洋自然思想とマルクス主義 東洋・日本の土着伝統思想と今日の普遍世界的時代におけるマルクス主義と』（御茶の水書房） 2007

### 共編著
- 『七〇年への革命的試論』（編、三一書房） 1968
- 『現代世界革命と七〇年代』（編、東洋出版） 1970
- 『「天下大乱」の時代』（編、ダイヤモンド社） 1974
- 『戦後史の発見』（武谷祐三共編、産報） 1975
- 『いまマルクスを問う』（伊藤誠共編、幸洋出版） 1984
- 『「戦後」ってなんなんだ!? 風俗+事件+人物でさぐる』（武谷ゆうぞう共著、NRK出版部） 1988
- 『方法の革命＝感性の解放 〈徳川の平和〉の弁証法〉（編著、社会評論社） 1990
- 『アフター・フォーディズムと日本』（山田鋭夫共編、御茶の水書房） 1992
- 『転向再論』（鶴見俊輔, 鈴木正共著、平凡社） 2001
- 『No war! ザ・反戦メッセージ』（瀬戸内寂聴, 鶴見俊輔共編著、社会批評社） 2003

## 翻訳
- 『天皇の陰謀』全7巻（ディヴィッド・バーガミニ、れおぽーる書房） 1973、度々新版
- 『お国のために』1 - 2（ノーム・チョムスキー、河出書房新社） 1975
- 『民族・植民地問題と共産主義 コミンテルン全資料・解題』（編訳、社会評論社） 1980
- 『ガンディーはなぜ暗殺されたか ヒンドゥー・インドをゆるがす不可触民の声』（V・T・ラージシェーカル、社会評論社） 1984